# Baukosten
Baukosten sind die Kosten, die für die Bauplanung (Architektur und Baustatik) und während der Bauzeit eines Bauvorhabens durch dessen Bauausführung dem Bauherrn entstehen.

## Allgemeines
Baukosten setzen sich zusammen aus den Kosten für das Bauwerk (reine Baukosten genannt) sowie den Kosten für Außenanlagen und den sonstigen Kosten (Baunebenkosten genannt). Baukosten stellen für Wirtschaftssubjekte meist eine wesentliche finanzielle Investition dar, die ein Finanzrisiko bedeuten kann. Das Finanzrisiko besteht – bei gegebener Finanzierung – in der unerwarteten Erhöhung der geplanten Baukosten und einer unerwarteten Verlängerung der Bauzeit. Kosteneinflussgrößen sind insbesondere Baugeräte (Miete oder Leasing), Baustoffe, Energiekosten, Personalkosten sowie die Bauzeit. Letztere kann zu einem bedeutenden Kostenfaktor werden, wenn unerwartete Bauzeitverzögerungen neben den Baukosten auch die Kreditzinsen der Baufinanzierungen anwachsen lassen.

## Rechtsfragen
Der Begriff Baukosten wird seit September 1971 in der DIN 276 nicht mehr verwendet. Im August 2005 ist vom Normenausschuss Bauwesen ein Entwurf zu einer überarbeiteten Ausgabe der DIN 276-1 der Öffentlichkeit zur Prüfung und Stellungnahme vorgelegt worden. Der Titel der Norm wird danach Kosten im Bauwesen heißen. Damit soll die Norm über den Hochbau hinaus auch anderen Bereichen des Bauwesens (Ingenieurbau, Verkehrsbau) geöffnet werden.
Die Zweite Berechnungsverordnung (II. BV) kennt dagegen den Rechtsbegriff Baukosten. Danach sind Baukosten die Kosten der Gebäude, die Kosten der Außenanlagen, die Baunebenkosten, die Kosten besonderer Betriebseinrichtungen sowie die Kosten des Gerätes und sonstiger Wirtschaftsausstattungen (§ 5 Abs. 3 II. BV).

## Gesamtkosten
Die Gesamtkosten eines Bauwerks werden nach DIN 276 in insgesamt 8 Kostengruppen gegliedert. Sie entsprechen den Errichtungskosten, einschließlich der Kosten für den Grunderwerb.

### Kostengruppen
Die Gesamtkosten teilen sich nach DIN 276 (Kosten im Bauwesen) in folgende Kostengruppen:
| Kostengruppen | Kostengruppen                |
| ------------- | ---------------------------- |
| 100           | Grundstück                   |
| 200           | Vorbereitende Maßnahmen      |
| 300           | Bauwerk – Baukonstruktionen  |
| 400           | Bauwerk – Technische Anlagen |
| 500           | Außenanlagen und Freiflächen |
| 600           | Ausstattung und Kunstwerke   |
| 700           | Baunebenkosten               |
| 800           | Finanzierung                 |

Die dreistellige Nummerierung der Kostengruppen erlaubt es, durch Hinzufügen von Untergruppen (Ebenen) die Kostenermittlung genauer zu fassen.

### Grundstückskosten
Zu den Grundstückskosten zählen neben dem eigentlichen Grundstückswert zudem Grundstücksnebenkosten (Kaufnebenkosten), die insgesamt etwa 5–13 % der Erwerbskosten ausmachen:
- die Grunderwerbsteuer (in Deutschland je nach Bundesland zwischen 3,5 und 6,5 %, in Österreich 3,5 %),
- Gebühren für die Grundbucheintragung (Grundbuchamt),
- Maklerprovision (Österreich bis zu 3,6 %; in Deutschland maximal 7,14 %) sowie
- die Kosten für einen Notar, der die Eintragung der Grundpfandrechte übernimmt (Österreich ca. 2,4 %, in Deutschland ca. 1,5 % vom Kaufpreis).[1]

Bei Erbschaft, Schenkung und Kauf ohne Makler können die Kaufnebenkosten auch geringer ausfallen.
Abrissmaßnahmen fallen unter die Kostengruppe 200 (Vorbereitende Maßnahmen).

### Bauwerkskosten
Bauwerkskosten sind nach DIN 276:2018-12 – Kosten im Bauwesen aus den Kosten der Kostengruppen:
- 300 Bauwerk – Baukonstruktionen und
- 400 Bauwerk – Technischen Anlagen.

### Herstellungskosten
Der Begriff Herstellungskosten wird in der DIN 276 nicht verwendet, ist aber noch geläufig. Im Allgemeinen sind die Bauwerkskosten gemeint. Sie setzen sich demnach aus den Kosten der allgemeinen Bauarbeiten, der Rohbauarbeiten und Ausbauarbeiten zusammen. Zu den allgemeinen Bauarbeiten gehört die Baustelleneinrichtung, Abbrucharbeiten, Trümmer- und Schuttabfuhr, außergewöhnliche Gründungen, Arbeiten außerhalb des Gebäudes, Außenanlagen, Aufschließungsarbeiten. Rohbauarbeiten sind alle konstruktiven Arbeiten, wie z. B. die Erd-, Maurer-, Beton-, Zimmerer- und Isolierarbeiten, sowie die Deckung, Blitzschutzanlagen und Innenkanalisation. Als Ausbauarbeiten bezeichnet man alle übrigen Arbeiten bis zur Fertigstellung, das sind Schalungen, Verputz, Verkleidungsarbeiten, Innenwände, Böden und Bodenaufbauten, sowie Technischen Anlagen, die in Kostengruppe 400 erfasst sind. Der Begriff ist insbesondere deshalb problematisch, weil unklar ist, ob auch die Kostengruppen 200 (Vorbereitende Maßnahmen) und 500 (Außenanlagen und Freiflächen ^) hinzuzurechnen sind.

## Baunebenkosten
Zu den Baunebenkosten (Kostengruppe 700 nach DIN 276), ebenfalls geregelt in § 22 Abs. 2 WertV gehören:
- Planungskosten für Architekt, Statiker, Ingenieure und Sachverständige
- Gebühren für Baugenehmigungen (Behördliche Gebühren)
- Anfallende Nebenkosten (Telefongebühren, Kopiergebühren usw.)
- Versicherungsgebühren (Bauversicherungen)
- behördliche Gebühren
- sowie anfallende Finanzierungskosten wie Zinsen, Disagio usw.

Zwischen beiden Regelungen können Abweichungen im Detail bestehen.
Die Baunebenkosten sind somit die Kosten, die neben den „eigentlichen“ Baukosten und Kosten für das Grundstück, für Planung und Ausführung des Bauvorhabens auftreten.
In der Regel können für die Errichtung eines Bauwerks etwa 15–20 % der ermittelten Baukosten als Baunebenkosten angesetzt werden. Genauere Angaben enthalten z. B. die NHK 2000 und andere empirische Auswertungen.
Die Baunebenkosten sollten nicht mit den Kaufnebenkosten verwechselt werden. Die Kaufnebenkosten fallen beim Erwerb des Grundstückes inklusive seiner immobilen Bestandteile an, unabhängig davon an ob man nach dem Erwerb baut oder nicht. Siehe #Grundstückskosten.

## Wohnungsbau
Beim Bau von Einfamilienhäusern rechnet man mit Baukosten von mindestens 1800 € pro Quadratmeter. Bei einem guten Standard kann man einen groben Durchschnittswert von 2500 € ohne Keller bzw. 3000 € mit Unterkellerung annehmen.

## Überschreitung von Baukosten
Das erhebliche Überschreiten von Baukosten z. B. durch fehlerhafte Baukalkulation kann bei Privatleuten oder Unternehmen zum wirtschaftlichen Ruin führen. Es kann auch dazu führen, dass Bauwerke entweder nicht wie geplant zu Ende geführt werden können, oder das Bauprojekt aufgrund der Kostenüberschreitung nicht fertiggestellt wird – das dann auch „Investitionsruine“ genannt wird. Bei Bauwerken der öffentlichen Hand führen Baukostenüberschreitungen oft zu öffentlichen Diskussionen.
Einige besonders markante „Kostenexplosionen“ seien hier aufgelistet:
- Kernkraftwerk Kalkar („Schneller Brüter“) 1972 geplant und begonnen, 1991 eingestellt;
- Stadtbahn Köln;
- Elbphilharmonie April 2007 begonnen (siehe Parlamentarischer Untersuchungsausschuss „Elbphilharmonie“);
- Schnellfahrstrecke Köln–Rhein/Main;
- Straßenbahn Den Haag – 234 statt 139 Millionen Euro;
- Flughafen Berlin Brandenburg;
- Bauprojekt Stuttgart 21;
- Bau Bischofshaus Limburg um 425 % teurer[5];
- Sanierung Alter Elbtunnel um 364 % teurer[5].